# Naturkunde-Museum Lindenhof

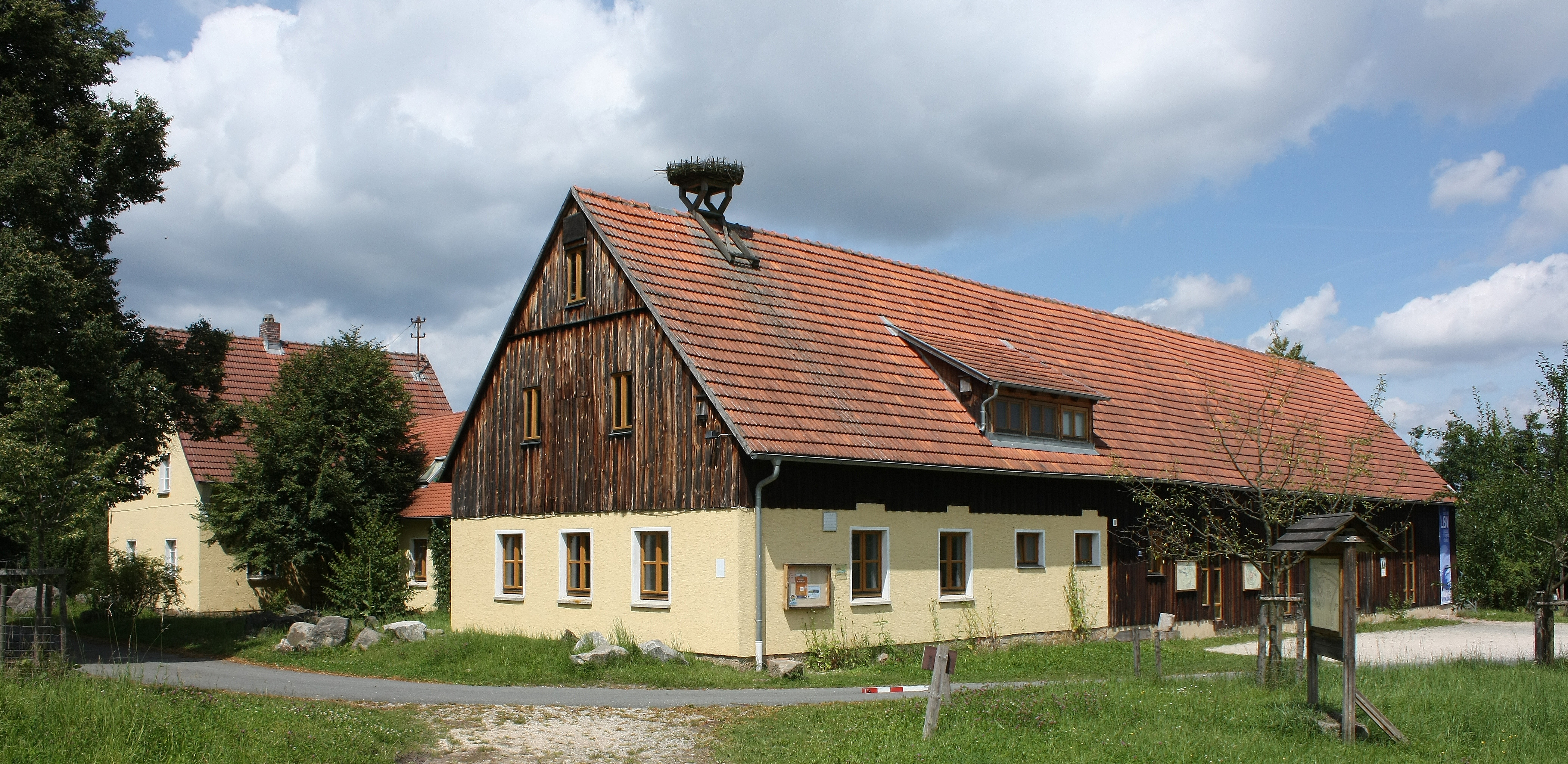
Lindenhof Bayreuth

Das Naturkunde-Museum Lindenhof in Bayreuth ist Teil des Umweltschutz-Informationszentrums Lindenhof des Landesbundes für Vogelschutz e.V. – Verband für Arten- und Biotopschutz (LBV).

## Geschichte und Beschreibung
Der ehemalige Aussiedlerhof liegt auf dem Gelände des früheren Exerzierplatzes im Süden der Stadt nahe der Universität und der Neubausiedlung Hohlmühle. Die Kreisgruppe Bayreuth des LBV pachtete ihn 1992 von der Stadt Bayreuth einschließlich 17 ha unmittelbar anschließender ehemaliger Landwirtschaftsfläche. Diese Flächen wurden in Zusammenarbeit mit der Stadt naturnah als Feuchtbiotope umgestaltet, um bedrohten Arten wie dem Weißstorch als Heimat zu dienen. Unter anderem wurden im Zuge der Renaturierung das Aubachs Feuchtgebiete angelegt und es erfolgt teilweise eine extensive Beweidung durch Rinder, Pferde und Schafe. Von den rund 40 Millionen DM für Um- und Ausbaukosten betrug der voraussichtliche Anteil der Stadt 27,3 Millionen DM. Einen großen Teil der Kosten für die Renaturierung des Bachlaufs in Höhe von ca. 1,5 Millionen DM, durch die weitere Feuchtgebiete entstehen sollten, übernahm das örtliche Wasserwirtschaftsamt.

## Angebot
Das Museum bietet ein breit gefächertes Angebot für Erwachsene und auch Kinder an. Es stehen zur Verfügung:
- verschiedene Seminarräume,
- ein Kinderspielplatz,
- das Kinderwaldmuseum,
- eine Kletterwand,
- ein Lehrbienenstand,
- ein Naturerlebnispfad,
- Übernachtungsmöglichkeiten
- und eine Feuerstelle.